# Багиров, Тахир Аминага оглы
Тахир Аминага оглы Багиров (14 июля 1957, Красноводск — 11 октября 1992, Карабах) — прапорщик, Национальный Герой Азербайджана (1993, посмертно); Шехид Первой карабахской войны.

## Биография
Родился 14 июля 1957 года в городе Красноводске (нынешний Туркменбаши) Республики Туркменистан. Национальность азербайджанец.
Закончил 8-й класс в городе Ширван в 1974 году и получил опыт вождения в том же году. С мая 1977 года по сентябрь 1979 года служил в Советской Армии. После армии работал в транспортной мастерской на ТЭС «Азнефть-1».
Имел двоих детей.
Тахир Багиров вступил в ряды частей Национальной армии, когда она начала организовываться. 1 марта 1992 года по приказу командующего войсковой частью № 843 Тахир был назначен заместителем командира подготовки, а затем был назначен бортовым стрелком вертолёта МИ-24 ВВС Азербайджанской Республики. Принимал участие в военных операциях против экспедиционного корпуса Армении.
В боях 11 октября 1992 года прапорщик Т.Багиров погиб. Он был похоронен на Аллее Шехидов в Баку.

## Память
Именем Багирова был назван Национальным Героем Азербайджана указом Президента Азербайджанской Республики 9 февраля 1993 года.
Средняя школа № 11 и № 59 и улица, где он жил в Ширване были названы в его честь.